# Affari Pubblici (partito politico)
Affari Pubblici (in ceco Věci veřejné, abbreviato in VV) è stato un partito politico ceco di centro-destra operativo dal 2001 al 2015.

## Storia
Fondato nel 2001 sotto la leadership dello scrittore e giornalista Radek John, il partito è emerso verso la fine del 2009 come partecipante alle elezioni parlamentari del 2010, in cui ha ottenuto il 10,88% dei voti; ha quindi conquistato 24 seggi alla Camera dei Deputati. Ha ottenuto più voti dell'Unione Cristiana e Democratica - Partito Popolare Cecoslovacco e dei Verdi.
Il partito non ha concorso alle elezioni parlamentari del 2013.

## Ideologia
Affari Pubblici insiste molto su temi come la lotta alla corruzione e la democrazia diretta; i membri del partito possono cambiare l'indirizzo della politica del partito tramite referendum su internet.
È classificato come un partito liberale conservatore e populista di destra.

## Risultati elettorali
| Elezione          | Voti    | %     | Seggi    |
| ----------------- | ------- | ----- | -------- |
| Parlamentari 2010 | 569.127 | 10,88 | 24 / 200 |